# Andreea Acatrinei
Andreea Acatrinei (Brașov, 7 de abril de 1992) é uma ex-ginasta romena que competiu em provas de ginástica artística.
Acatrinei fez parte da equipe romena que conquistou a medalha de bronze por equipes nos Jogos Olímpicos de Pequim, em 2008, China.

## Carreira
Andreea iniciou a prática do desporto aos quatro anos, treinando em um clube local. Em 2005, a ginasta entrou para equipe sênior nacional. Em 2008, a ginasta participou do Campeonato Nacional Romeno. No evento, representando a equipe do CSS Cetate Deva, a ginasta foi medalhista de ouro no solo, prata por equipes e na trave, e bronze no geral.
Ainda em 2008, em sua primeira aparição olímpica, nos Jogos Olímpicos de Pequim, a ginasta ao lado de Sandra Izbasa, Steliana Nistor, Andreea Grigore, Anamaria Tamarjan e Gabriela Dragoi, conquistou a medalha de bronze nos exercícios coletivos, superada pela equipe chinesa e americana.
Em fevereiro de 2009, Andreea anunciou oficialmente sua aposentadoria do desporto, devido a problemas físicos.

## Principais resultados
| Ano  | Evento                     | AA                | Equipe            | Salto sobre o cavalo | Trave            | Barras assimétricas | Solo            |
| ---- | -------------------------- | ----------------- | ----------------- | -------------------- | ---------------- | ------------------- | --------------- |
| 2008 | Campeonato Nacional Romeno | Medalha de bronze | Medalha de prata  | 5º                   | Medalha de prata | 6º                  | Medalha de ouro |
| 2008 | Jogos Olímpicos            |                   | Medalha de bronze |                      |                  |                     |                 |